# Radstädter Tauern

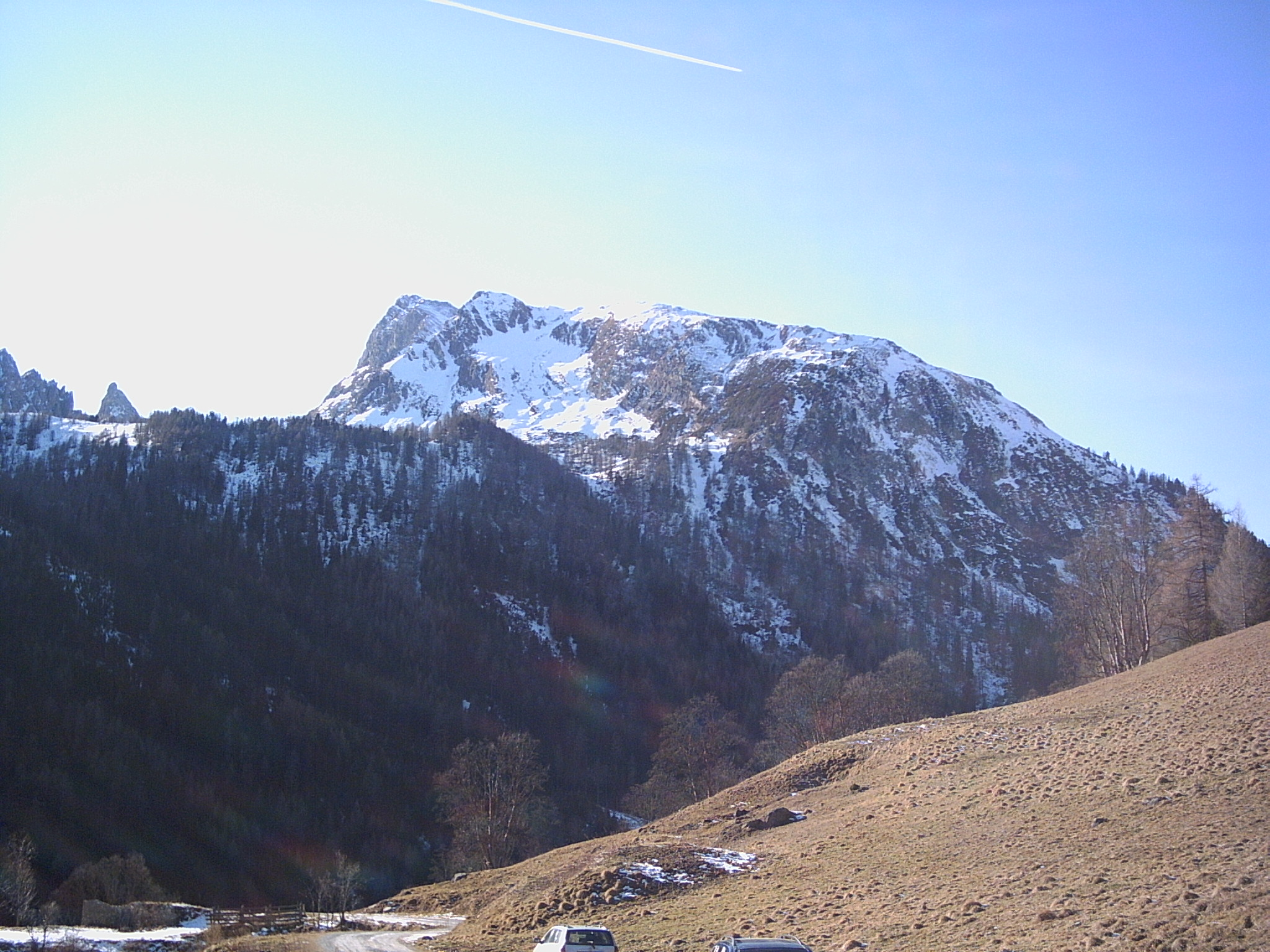
Weißeck

Radstädter Tauern – podgrupa górska Niskich Taurów, pasma w austriackich Alpach Wschodnich. Grupa ta leży w kraju związkowym Salzburg, między rzekami Aniza i Mura. Nazwa grupy pochodzi od miasta Radstadt nad Anizą.
Grupa ta graniczy z: Schladminger Tauern na wschodzie, Alpami Gurktalskimi na południowym wschodzie, Ankogelgruppe na zachodzie oraz z Alpami Salzburgskimi na północy. Przez Radstädter Tauern przechodzi autostrada Tauernautobahn, przez przełęcz Radstädter Tauernpass (1738 m). Na północy i południu grupy przechodzą linie kolejowe przez doliny Ennstal i Murtal.
Znajdują się tu też ośrodki narciarskie, między innymi Obertauern i Altenmarkt im Pongau.
Najwyższe szczyty to:
- Weißeck (2711 m),
- Hochfeind (2687 m),
- Mosermandl (2680 m),
- Faulkogel (2654 m),
- Weisseneck (2653 m),
- Kraxenkogel (2436 m),
- Steinfeldspize (2344 m),
- Strimskogel (2139 m).

Schroniska:
- Südwiener Hütte (1802 m),
- Franz-Fischer-Hütte (2001 m),
- Sticklerhütte (1752 m),
- Speiereck-Hütte (2074 m),
- Tappenkarseehütte (1820 m),
- Draugsteinhütte (1714 m),
- Kleinarler Hütte (1754 m).